# اثر پوستی

اثر پوستی ناشی از جریان‌های گردشی است که منجر به خنثی شدن جریان در مرکز سیم و افزایش آن در پوسته می شود.

اثر پوستی پدیده‌ای است که در خطوط انتقال برق یا مخابرات که جریان‌‌های متناوب (با فرکانس‌های کم یا زیاد) را منتقل می‌کنند، رخ داده و منجر به کاهش چگالی جریان در مرکز (محور) سیم و افزایش آن در لایه‌های بیرونی یا پوسته سیم می‌شود. زمانی که جریان متناوب از یک سیم عبور می‌کند، یک میدان مغناطیسی در دور سیم ایجاد می‌گردد. با تغییر جهت جریان متناوب، جهت میدان ایجاد شده نیز تغییر می‌کند. در این زمان طبق قانون لنز جریانی در جهت مخالف جریان عادی، در سیم ایجاد می‌شود تا با تغییر میدان مخالفت کند. به این جریان‌های پراکنده در سیم، جریان گردابی می‌گویند. این جریان در لایه‌های مرکزی سیم بیشتر و در لایه‌های بیرونی کمتر است، به‌طوری‌که گاهی جریان خالص در مرکز (محور) سیم برابر صفر شده و در لایه‌های بیرونی یا پوسته تمرکز پیدا می‌کند. به همین سبب به آن اثر پوستی (Skin Effect) گفته می‌شود.
اثر پوستی موجب عدم یکنواختی چگالی جریان در مقطع سیم می‌گردد. هرچه فرکانس جریان بیشتر باشد، اثر پوستی بروز بیشتری یافته و جریان‌های مخالف و مکرر ایجاد شده موسوم به جریان‌های گردابی در مرکز سیم بیشتر می‌شوند. به همین دلیل اثر پوستی در فرکانس‌های بالا منجر به بالا رفتن مقاومت در برابر عبور جریان می‌گردد.
برای کاهش اثر پوستی در خطوط انتقال نیرو، از باندِل (bundle) کردن یا گروه‌بندی خطوط استفاده می‌شود. به شکلی که به جای یک خط انتقال، از چند خط برای انتقال همان انرژی استفاده می‌گردد.